# Socjalizacja polityczna
Socjalizacja polityczna – w socjologii i politologii proces wchodzenia członków społeczeństwa w kulturę polityczną.
Dokonuje się poprzez nabywanie wiedzy o polityce, tworzenie poglądów, opinii i postaw politycznych na gruncie pewnych systemów wartości. Stanowi proces kształtowania się świadomości politycznej społeczeństwa. Dotyczy także wykształcenia pewnych sposobów zachowań politycznych na gruncie norm i instytucji wchodzących w skład kultur funkcjonujących w ramach systemów politycznych. 
Celem jej stosowania jest przyswojenie przez jednostkę wiedzy o konwencji i zasadach gry politycznej, przyjęcie określonych postaw politycznych, podporządkowanie ogólnie przyjętym interpretacjom celów politycznych, zaakceptowanie zinstytucjonalizowanych zobowiązań wobec danego systemu politycznego oraz wzmocnienie przywiązania do niego. 
Do podmiotów socjalizacji politycznej zalicza się: rodzinę, szkołę, środowisko rówieśnicze i zawodowe oraz media masowe.
W ustabilizowanych systemach politycznych socjalizacja polityczna przyczynia się w skali całego społeczeństwa do zapewnienia trwałości systemu.